# Kazuki
Kazuki (jap. かずき, カズキ) – głównie męskie imię japońskie, rzadko noszone przez kobiety.

## Możliwa pisownia
Kazuki można zapisać używając wielu, różnych znaków kanji i może znaczyć m.in.:
imię męskie
- 和希, „harmonia, nadzieja”[1]
- 和樹, „harmonia, drzewo”
- 寿樹, „pozdrowienie, drzewo”
- 一樹, „jeden, drzewo”
- 一記, „jeden, stwierdzenie”
- 一貴
- 一起

imię żeńskie
- 香月, „kadzidło, księżyc”

## Znane osoby
- Kazuki Akane (和樹), japoński reżyser anime
- Kazuki Ganaha (和樹), japoński piłkarz
- Kazuki Katō (和樹), japoński aktor
- Kazuki Kitamura (一輝), japoński aktor
- Kazuki Nakajima (一貴), japoński kierowca wyścigowy
- Kazuki Nishishita (和記), były japoński skoczek narciarski
- Kazuki Ōmori (大森 一樹), japoński reżyser anime i scenarzysta
- Kazuki Takahashi (和希), japoński mangaka, ilustrator i twórca gier
- Kazuki Yao (一樹), japoński seiyū i aktor

## Postacie fikcyjne
- Kazuki Aihara (一輝), bohater anime KimiKiss
- Kazuki Arisaka (香月), główna bohaterka mangi i anime Tona-Gura!
- Kazuki Fūchōin (花月), bohaterka mangi i anime GetBackers
- Kazuki Fuse (伏一貴), bohater filmu anime Jin-Roh: The Wolf Brigade
- Kazuki Kazama (火月), bohater serii gier Samurai Shodown
- Kazuki Kazusano (一希), bohaterka serii mang i anime Amaenaide yo
- Kazuki Mutō (カズキ), główny bohater mangi i anime Busō Renkin
- Kazuki Sendō (和樹), główny bohater gry, mangi i anime Comic Party Revolution
- Kazuki Shikimori (和樹), główny bohater light novel, mangi i anime Maburaho
- Kazuki Shiranui (一樹), bohater gry i anime Starry Sky